# Jainagar

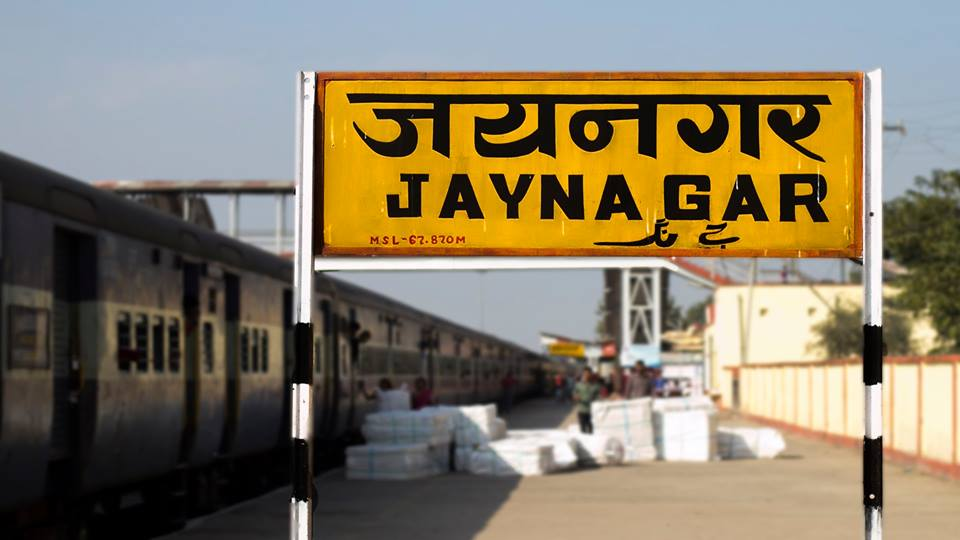
Gare ferroviaire de Jainagar

Jainagar est une ville du District de Madhubani dans l'état de Bihar au nord de l'Inde, à la frontière avec le Népal.
Sa population était estimée à 29 487 habitants en 2001. La langue locale est le Maïthili.
Elle est reliée avec le Népal par le chemin de fer à voie étroite de Janakpur.